# Swadlincote
Swadlincote este un oraș în comitatul Derbyshire, regiunea East Midlands, Anglia. Orașul se află în districtul South Derbyshire a cărui reședință este.